# João Martins (nadador)
João Martins es un deportista portugués que compitió en natación adaptada. Ganó tres medallas de bronce en los Juegos Paralímpicos de Verano, dos en Atenas 2004 y una en Pekín 2008.

## Palmarés internacional
| Juegos Paralímpicos | Juegos Paralímpicos | Juegos Paralímpicos | Juegos Paralímpicos |
| Año                 | Lugar               | Medalla             | Prueba              |
| ------------------- | ------------------- | ------------------- | ------------------- |
| 2004                | Atenas (Grecia)     | Medalla de bronce   | 50 m espalda S1     |
| 2004                | Atenas (Grecia)     | Medalla de bronce   | 50 m libre S1       |
| 2008                | Pekín (China)       | Medalla de bronce   | 50 m espalda S1     |